# 红色黎明行动
红色黎明行动（英語：Operation Red Dawn）是美国于2003年12月13日在伊拉克提克里特附近所采取的军事行动，这次行动成功俘虏了伊拉克前总统萨达姆。这次行动是以1984年的电影赤色黎明命名的。
在这次行动中，美军首先搜索了“狼窝1”和“狼窝2”这两个地点，但是并未找到萨达姆。随后，美军于伊拉克当地时间20:30在这两个地点之间的蜘蛛洞中找到了萨达姆，他没有抵抗，束手就擒。

## 背景
自从2003年美军入侵伊拉克之后，萨达姆就从大众视线里消失了。美国军方将其列为“一号高价值目标”，并开始了历史上最大规模的搜捕行动。
在2003年7月到12月之间，联合特种作战司令部的121特遣部队针对萨达姆进行了12次不成功的搜捕，同时还进行了其他600次针对目标的行动，包括300次审讯。2003年12月1日，一名萨达姆的前司机透露了萨达姆的得力助手穆罕默德·易卜拉欣·奥马尔·穆斯科的名字。在接下来的两周时间里，美军对萨达姆的四十位家人进行了审讯。2003年12月12日，在巴格达进行突袭后，美军逮捕了奥马尔，他招供了萨达姆可能藏身的位置。在诸多情报之下，美军最终确定，萨达姆在提克里特南部一个偏远的农场。